# Rio Groşeşti
O Rio Groşeşti é um rio da Romênia, afluente do Sebeş, localizado no distrito de Alba.